# Johann von Nassau-Wiesbaden-Idstein

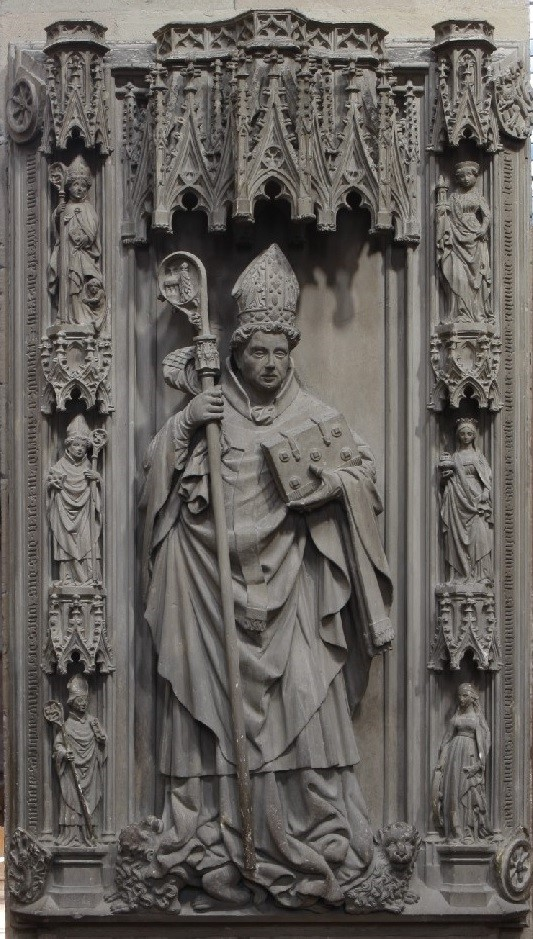
Erzbischof Johann II. von Mainz

Johann von Nassau-Wiesbaden-Idstein (* um 1360; † 23. September 1419 in Aschaffenburg) war als Johann II. von 1397 bis 1419 Kurfürst und Erzbischof von Mainz.

## Ernennung zum Erzbischof
Er war Sohn von Adolf von Nassau-Wiesbaden-Idstein und ein Bruder des am 6. Februar 1390 verstorbenen Mainzer Erzbischofs Adolf I. von Nassau. Johann, von Zeitgenossen und Historikern als ehrgeizig, intelligent und verschlagen charakterisiert, war Domherr in Mainz. Bei der Wahl eines Nachfolgers seines Bruders unterlag er jedoch, als das Domkapitel Konrad II. von Weinsberg wählte. Sechs Jahre später unterlag er ein zweites Mal, diesmal gegen Gottfried (Jofrid) von Leiningen. Es gelang ihm aber mit der Unterstützung einiger Domherren, der Stadt Mainz und dem Pfalzgrafen Ruprecht II., die päpstliche Anerkennung Leiningens zu verhindern und stattdessen am 26. Januar 1397 von Papst Bonifatius IX. seine eigene Ernennung, als Johann II., zum Erzbischof zu erlangen.  Nach langen Verhandlungen verzichtete Leiningen schließlich auf den Bischofsstab und wurde mit dem einträglichen Amt des Dompropstes abgefunden.
Vor seiner Bischofserhebung war Johann von Nassau-Wiesbaden-Idstein u. a. Propst des Klosters St. Georgenberg (Worms-Pfeddersheim).

## Reichspolitik

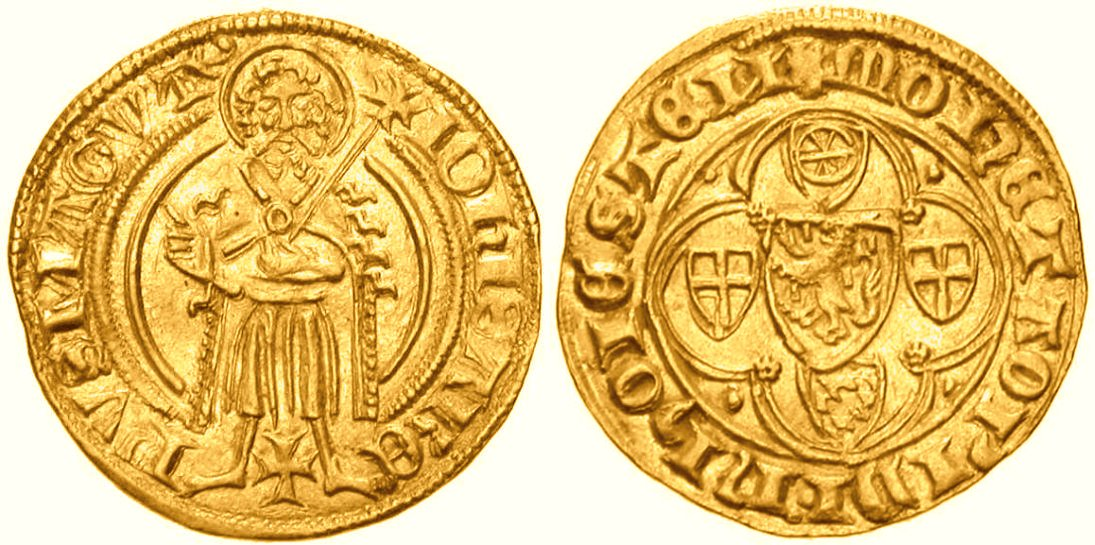
Goldgulden: Mainz, Erzbischof Johann II. von Nassau (1397–1419), geprägt zwischen 1399 und 1402 in Frankfurt-Höchst; Avers: Johannes der Täufer mit Kreuzzepter, die Rechte zum Segen erhoben; zwischen den Füßen ein Johanniterkreuz. Umschrift: IOH(ann)IS AR(chi)EP(iscop)VSMAGV(n)T(inus) Revers: Vierpass; in der Mitte das nassauische Wappen, in den Bögen die Schilde von Kurmainz, Kurköln, Kurtrier, und von Bayern für Kurpfalz. Umschrift: MONETA OP(p)IDI IN HOIESTEN

Johann II. war Parteigänger der Pfälzer und betrieb seit 1398 mit den anderen rheinische Kurfürsten, darunter Ruprecht von der Pfalz, die Absetzung des umstrittenen Königs Wenzel.  Beim Fürstentag am 22. Mai 1400 in Frankfurt am Main gelang es Johann jedoch nicht, die Wahl Ruprechts zum König durchzusetzen, denn auch Herzog Friedrich von Braunschweig-Lüneburg wurde als Kandidat vorgeschlagen.  Nachdem Friedrich aber auf seiner Heimreise am 5. Juni 1400 bei Kleinenglis vom Grafen Heinrich VII. von Waldeck und dessen Kumpanen Friedrich III. von Hertingshausen und Konrad von Falkenberg (die allesamt entweder mainzische Lehnsmannen oder Verbündete waren) ermordet worden war, wurde Wenzel zehn Wochen später, am 20. August 1400, von Johann von Mainz und den drei anderen rheinischen Kurfürsten auf der Burg Lahneck in Oberlahnstein für abgesetzt erklärt und Ruprecht von der Pfalz am folgenden Tage statt seiner zum König gewählt.
Schon vier Jahre später, als König Ruprecht sich nicht als fügsames Werkzeug in seinen Händen erwies und außerdem durch seine Versuche, die eigene Hausmacht zu stärken, in territoriale Konflikte mit Mainz geriet, wurde Erzbischof Johann dessen unversöhnlicher Gegner.  1405 organisierte er den sog. Marbacher Bund, eine Allianz von Kurmainz mit dem Grafen Eberhard III. von Württemberg, dem Markgrafen Bernhard I. von Baden und 17 schwäbischen Städten gegen den König. Er verbündete sich sogar mit dem Raubritterbund „Zum Luchs“ und begab sich in ein Vasallenverhältnis zu Frankreich, um Ruprecht Widerstand leisten zu können.

## Kirchenpolitik
Der Konflikt zwischen König und Erzbischof verschärfte sich während der Kirchenspaltung, als Johann 1409 auf die Seite des vom Konzil von Pisa gewählten Papstes Alexander V. überging, während Ruprecht dem römischen Gregor XII. die Treue hielt.  Da Landgraf Hermann II. von Hessen ebenfalls auf der Seite Gregors verharrte und, wie auch der Pfalzgraf und der Erzbischof von Trier, von diesem mit kirchenorganisatorischen Vollmachten ausgestattet wurde, fand sich Johann II. nunmehr von mehreren Seiten eingekreist, sowohl in territorialer wie auch kirchenpolitischer Hinsicht.  König Ruprechts Tod 1410 verschaffte Johann II. zunächst etwas Atemluft.  Bei der folgenden Königswahl stimmte er zwar für Jobst von Mähren, arrangierte sich dann aber schon 1411 mit dem Wahlsieger Sigismund, nachdem der ihm große Zugeständnisse bewilligt hatte.
Der Versuch, das Schisma zu beenden, indem man beide Päpste absetzte und einen neuen wählte, führte dazu, dass drei Päpste miteinander konkurrierten. Das Mainzer Domkapitel war zunächst noch Johann II. gefolgt, beachtete aber nach der Wahl von Papst Martin V. auf dem Konzil von Konstanz die gleichzeitige Absetzung des von Frankreich unterstützten Pisaer Gegenpapstes Johannes XXIII., dessen Sache Johann II. auf dem Konzil vertreten hatte und an dem er weiterhin unbeirrt festhielt.  Erst 1417 kam es zum Ausgleich zwischen Domkapitel und Erzbischof.

## Tod
Johann II. von Nassau starb am 23. September 1419 in Aschaffenburg und wurde im Dom von Mainz beigesetzt. Sein Grabdenkmal wurde vermutlich von Madern Gerthener geschaffen, der von seinem Nachfolger Konrad beauftragt wurde.